# Jem'Hadar
Jem'Hadar sunt personaje fictive reptiliene din serialul de televiziune Star Trek: Deep Space Nine. Acestea sunt trupele de șoc ale puternicului Dominion situat în Cuadrantul Gamma. Creați genetic pentru a fi rezistenți și descurcăreți în luptă, ei au o viață scurtă și credința lor este că "victoria este viața." Sunt crescuți pentru a-i percepe pe Fondatori, enigmatice forme de viață care se pot transforma în diferite forme și care conduc întinsul Dominion ca niște zei, Jem'Hadar fiind incapabili să le facă vreun rău. Numărul trupelor Jem'Hadar este necunoscut, dar ei sunt produși cu miile atât cât este necesar.